# 天主教巴地教区
天主教巴地教区（拉丁语：Dioecesis Barianensis）是罗马天主教在越南设立的第26个教区，2005年11月22日，教宗本笃十六世宣布设立，系从春禄教区（Xuân Lôc）分出。首任主教阮文簪（Thomas Nguyên Van Trâm）原是春禄教区的辅理主教。这也是1975年越南统一以后30年来梵蒂冈首次在越南设立新的教区。
该教区的辖区面积为1,975 km²，在90万的总人口中，有天主教徒22万4千人。巴地教区隶属于天主教胡志明市总教区，2007年，有228,294名教友，估轄區總人口24%，有77個堂區、119名司鐸、141名修士、477名修女。位于胡志明市東南70公里的巴地市的教堂，主保圣人是圣雅各伯和圣斐理伯两位宗徒，已经被祝圣为该教区的主教座堂。
1861年，巴地鎮曾發生过軍人向囚禁天主教徒的囚室放火事件，燒死了數百名教徒。